# Nordea Open 2024
Nordea Open 2024 byl společný tenisový turnaj mužského okruhu ATP Tour a ženského okruhu WTA 125, hraný na antukových dvorcích s centrálním kurtem Båstad Tennis Stadium pro pět tisíc diváků. Sedmdesátý šestý ročník mužského a třináctý ženského Swedish Open probíhal mezi 6. a 21. červencem 2024 ve švédském Båstadu. Počtvrté nesl název severské bankovní skupiny Nordea se sídlem v Helsinkách, která se v říjnu 2019 stala generálním partnerem.
Mužská polovina dotovaná 651 865 eury patřila do kategorie ATP Tour 250. Ženská část s rozpočtem 115 000 dolarů byla součástí série WTA 125. Nejvýše nasazenými singlisty se stali šestý tenista žebříčku obhajující titul Andrej Rubljov a světová třiapadesátka Diane Parryová z Francie. Jako poslední přímý účastník do dvouhry nastoupil italský 128. tenista pořadí Francesco Passaro.
V důsledku invaze Ruska na Ukrajinu na konci února 2022 řídící organizace tenisu ATP, WTA a ITF s grandslamy rozhodly, že ruští a běloruští tenisté mohli dále na okruzích startovat, ale do odvolání nikoli pod vlajkami Ruska a Běloruska.
První singlový titul na okruhu ATP Tour vybojoval 27letý Portugalec Nuno Borges. Premiérovou trofej z dvouhry okruhu WTA 125 získala 30letá Italka Martina Trevisanová z konce elitní světové stovky. První párovou trofej ze čtyřhry si odvezli Brazilci Orlando Luz s Rafaelem Matosem. Ženský debl ovládl thajsko-tchajwanský pár Peangtarn Plipuečová a Cchao Ťia-i, pro jehož členky to byl první společný titul.

## Rozdělení bodů a finančních odměn

### Rozdělení bodů
| Soutěž       | Soutěž | vítězové | finalisté | semifinalisté | čtvrtfinalisté | 16 v kole | 32 v kole | Q  | Q2 | Q1 |
| ------------ | ------ | -------- | --------- | ------------- | -------------- | --------- | --------- | -- | -- | -- |
| dvouhra mužů | [ 1 ]  | 250      | 165       | 100           | 50             | 25        | 0         | 13 | 7  | 0  |
| čtyřhra mužů | [ 9 ]  | 250      | 150       | 90            | 45             | 0         | —         | —  | —  | —  |
| dvouhra žen  | [ 2 ]  | 125      | 81        | 49            | 27             | 15        | 1         | —  | —  | —  |
| čtyřhra žen  | [ 10 ] | 125      | 81        | 49            | 1              | —         | —         | —  | —  | —  |

Vysvětlivky
1. ↑  Nasazení s volným losem do druhého kola v případě prohry neobdrželi žádné body.[8]

### Finanční odměny
| Soutěž                                  | Soutěž       | vítězové | finalisté | semifinalisté | čtvrtfinalisté | 16 v kole | 32 v kole | Q2      | Q1      |
| --------------------------------------- | ------------ | -------- | --------- | ------------- | -------------- | --------- | --------- | ------- | ------- |
| dvouhra mužů                            | [ 1 ] [ 11 ] | 88 125 € | 51 400 €  | 30 220 €      | 17 510 €       | 10 165 €  | 6 215 €   | 3 105 € | 1 695 € |
| dvouhra žen                             | [ 2 ]        | 15 000 $ | 8 500 $   | 6 000 $       | 4 000 $        | 2 400 $   | 1 300 $   | —       | —       |
| čtyřhra mužů                            | [ 9 ]        | 30 610 € | 16 380 €  | 9 600 €       | 5 370 €        | 3 160 €   | —         | —       | —       |
| čtyřhra žen                             | [ 10 ]       | 5 000 $  | 2 500 $   | 1 500 $       | 1 250 $        | 1 000 $   | —         | —       | —       |
| částky ve čtyřhrách jsou uvedeny na pár |              |          |           |               |                |           |           |         |         |

## Dvouhra mužů

### Nasazení
| Stát                            | Hráč              | ATP | Nasazení |
| ------------------------------- | ----------------- | --- | -------- |
|                                 | Andrej Rubljov    | 6.  | 1.       |
| Norsko                          | Casper Ruud       | 8.  | 2.       |
| Nizozemsko                      | Tallon Griekspoor | 27. | 3.       |
| Argentina                       | Mariano Navone    | 32. | 4.       |
| Spojené království              | Cameron Norrie    | 42. | 5.       |
|                                 | Roman Safiullin   | 44. | 6.       |
| Portugalsko                     | Nuno Borges       | 50. | 7.       |
|                                 | Pavel Kotov       | 53. | 8.       |
| Žebříček ATP k 1. červenci 2024 |                   |     |          |

### Jiné formy účasti
Následující hráčí obdrželi divokou kartu do hlavní soutěže:
- Leo Borg
- Rafael Nadal
- Elias Ymer

Následující hráč nastoupil díky programu Next Gen pro hráče do 20 let jako člen Top 250
- Henrique Rocha

Následující hráči postoupili z kvalifikace:
- Duje Ajduković
- Jaime Faria
- Timofej Skatov
- Denis Jevsejev

Následující hráč postoupil z kvalifikace jako šťastný poražený:
- Andrea Pellegrino

### Odhlášení
před zahájením turnaje
- Roberto Bautista Agut → nahradil jej  Jozef Kovalík
- Kei Nišikori → nahradil jej  Cristian Garín
- Francesco Passaro → nahradil jej  Andrea Pellegrino
- Jannik Sinner → nahradil jej  Camilo Ugo Carabelli

## Mužská čtyřhra

### Nasazení
| Stát                                                                                     | Hráč             | Stát       | Hráč                      | ATP  | Nasazení |
| ---------------------------------------------------------------------------------------- | ---------------- | ---------- | ------------------------- | ---- | -------- |
| Ekvádor                                                                                  | Gonzalo Escobar  | Kazachstán | Oleksandr Nedověsov       | 95.  | 1.       |
| Argentina                                                                                | Guido Andreozzi  | Mexiko     | Miguel Ángel Reyes-Varela | 142. | 2.       |
| Brazílie                                                                                 | Orlando Luz      | Brazílie   | Rafael Matos              | 154. | 3.       |
| Brazílie                                                                                 | Fernando Romboli | Brazílie   | Marcelo Zormann           | 188. | 4.       |
| Žebříček ATP k 1. červenci 2024; číslo je součtem žebříčkového postavení obou členů páru |                  |            |                           |      |          |

### Jiné formy účasti
Následující páry obdržely divokou kartu do hlavní soutěže:
- Leo Borg /  William Rejchtman Vinciguerra
- Rafael Nadal /  Casper Ruud

### Odhlášení
před zahájením turnaje
- Théo Arribagé /  Sadio Doumbia → nahradili je  Théo Arribagé /  Roman Safiullin
- Karol Drzewiecki /  Jan Zieliński → nahradili je  Karol Drzewiecki /  Sumit Nagal
- Jonathan Eysseric /  Alexandre Müller → nahradili je  Alexandre Müller /  Luca Van Assche
- Orlando Luz /  Thiago Monteiro → nahradili je  Orlando Luz /  Rafael Matos
- Joe Salisbury /  Neal Skupski → nahradili je  Nam Či-song /  Patrik Niklas-Salminen

## Ženská dvouhra

### Nasazení
| Stát                            | Hráčka                    | WTA  | Nasazení |
| ------------------------------- | ------------------------- | ---- | -------- |
| Francie                         | Diane Parryová            | 53.  | 1.       |
| Rumunsko                        | Jaqueline Cristianová     | 62.  | 2.       |
| Německo                         | Tamara Korpatschová       | 73.  | 3.       |
| Slovensko                       | Anna Karolína Schmiedlová | 74.  | 4.       |
| USA                             | Taylor Townsendová        | 76.  | 5.       |
| Argentina                       | María Lourdes Carléová    | 87.  | 6.       |
| Itálie                          | Martina Trevisanová       | 89.  | 7.       |
| Mexiko                          | Renata Zarazúová          | 98.  | 8.       |
|                                 | Kamilla Rachimovová       | 104. | 9.       |
| Žebříček WTA k 1. červenci 2024 |                           |      |          |

### Jiné formy účasti
Následující hráčky obdržely divokou kartu do hlavní soutěže:
- Mirjam Björklundová
- Caijsa Hennemannová
- Kajsa Rinaldová Perssonová
- Nellie Tarabová Wallbergová

Následující hráčky nastoupily jako náhradnice:
- Irina Baraová
- Anastasija Soboljevová

### Odhlášení
před zahájením turnaje
- Elena-Gabriela Ruseová → nahradila ji  Anastasija Soboljevová
- Taylor Townsendová → nahradila ji  Irina Baraová

## Ženská čtyřhra

### Nasazení
| Stát                                                                                     | Hráčka               | Stát             | Hráčka                | WTA  | Nasazení |
| ---------------------------------------------------------------------------------------- | -------------------- | ---------------- | --------------------- | ---- | -------- |
|                                                                                          | Amina Anšbová        | Česko            | Anastasia Dețiuc      | 152. | 1.       |
| USA                                                                                      | Sabrina Santamariová | Mexiko           | Renata Zarazúová      | 250. | 2.       |
| USA                                                                                      | Quinn Gleasonová     | Ukrajina         | Julija Starodubcevová | 276. | 3.       |
| Thajsko                                                                                  | Peangtarn Plipuečová | Čínská Tchaj-pej | Cchao Ťia-i           | 282. | 4.       |
| Žebříček WTA k 1. červenci 2024; číslo je součtem žebříčkového postavení obou členů páru |                      |                  |                       |      |          |

### Jiné formy účasti
Následující pár obdržel divokou kartu do hlavní soutěže:
- Linea Bajraliuová /  Nellie Tarabová Wallbergová

## Přehled finále

### Mužská dvouhra
- Nuno Borges vs.  Rafael Nadal, 6–3, 6–2

### Ženská dvouhra
- Martina Trevisanová vs.  Ann Liová, 6–2, 6–2

### Mužská čtyřhra
- Orlando Luz /  Rafael Matos vs.  Manuel Guinard /  Grégoire Jacq, 7–5, 6–4

### Ženská čtyřhra
- Peangtarn Plipuečová /  Cchao Ťia-i vs.  María Lourdes Carléová /  Julia Rierová, 7–5, 6–3